# Severodvinsk (okroug urbain)
Pour les articles homonymes, voir Severodvinsk (homonymie).
Severodvinsk  (en russe : Северодвинск) ou la formation municipale de Severodvinsk (en russe : муниципа́льное образова́ние «Северодви́нск») est une subdivision administrative (ville d'importance régionale) et une municipalité (okroug urbain) de l'oblast d'Arkhangelsk dans le Nord de la Russie européenne. Il compte 12 localités, dont Severodvinsk, qui en est son centre administratif. Sa population s'élevait à 156 731 habitants en 2023.

## Géographie
L'okroug urbain se situe dans l'oblast d'Arkhangelsk, un sujet de la fédération de Russie situé dans le Nord de la Russie européenne. Le sujet fait partie du district fédéral du Nord-Ouest, et il inclut comme tout l'oblast dans la région du Nord. Comme tout l'oblast, il est situé dans le fuseau horaire MSK (heure de Moscou). Le décalage horaire appliqué par rapport au temps universel coordonné est +03:00.

## Localités
La population des localités rurales est donnée selon le recensement de 2010 de la Russie, des localités urbaines (villes et communes urbaines) selon le recensement de 2021. Certaines localités rurales ont leur population de 2021 indiquées, seulement s'ils dépassent les 3 000 habitants.
| Liste des localités | Liste des localités | Liste des localités   | Liste des localités |
| N°                  | Localité            | Statut                | Population          |
| ------------------- | ------------------- | --------------------- | ------------------- |
| 1                   | Beloïe Ozero        | possiolok             | 189                 |
| 2                   | Bogost              | hameau                | 16                  |
| 3                   | Zeliony Bor         | possiolok             | 4                   |
| 4                   | Lakhta              | hameau                | 0                   |
| 5                   | Nyonoksa            | village               | 468                 |
| 6                   | Palozero            | possiolok             | 0                   |
| 7                   | Rikassikha          | gare de chemin de fer |                     |
| 8                   | Severodvinsk        | ville                 | 157 213             |
| 9                   | Solza               | hameau                | 49                  |
| 10                  | Sopka               | possiolok             | 510                 |
| 11                  | Siouzma             | hameau                | 18                  |
| 12                  | Tabory              | hameau                | 0                   |